# Žydrūnas Karčemarskas
Žydrūnas Karčemarskas (* 24. Mai 1983 in Alytus) ist ein ehemaliger litauischer Fußballtorhüter.

## Karriere

### Verein
Karčemarskas begann seine Fußballlaufbahn in seiner Heimatstadt bei FK Dainava Alytus. Dort spielte er bis 2000, ehe er von Žalgiris Vilnius abgeworben wurde. Nach nur einem Jahr in Vilnius zog er 2001 weiter nach Russland zu Dynamo Moskau, wo er bis 2009 aktiv war. Im Januar 2010 wechselte er zu Gaziantepspor in die Türkei. Für seine sportlichen Leistungen wurde Karčemarskas in den Jahren 2011 und 2012 vom litauischen Fußballverband als Litauens Fußballer des Jahres ausgezeichnet.
Im Sommer 2016 verließ er Gaziantepspor nach sechs Spielzeiten und 186 Pflichtspielen und zog innerhalb der Süper Lig zum Hauptstadtverein Osmanlıspor FK weiter. Mit seinem neuen Verein nahm er an der Endrunde der Europa League 2016/17 teil und stieß bis ins Sechzehntelfinale vor, das gegen Olympiakos Piräus verloren ging. Karčemarskas stand dabei in vier von sechs Gruppenspielen sowie in beiden Spielen der K.-o.-Runde auf dem Platz. Am Ende der Süper-Lig-Saison 2017/18 stieg er mit seinem Verein aus der höchsten türkischen Spielklasse ab. Er spielte noch eine Saison in der zweitklassigen TFF 1. Lig, bevor er im Sommer 2019 seine aktive Karriere beendete.

### Nationalmannschaft
Karčemarskas war Torhüter der litauischen U21-Auswahl. 2004 löste er Gintaras Staučė als Torhüter der A-Nationalmannschaft ab. Besondere Aufmerksamkeit wurde ihm zuteil, als am 2. September 2006 der frischgebackene Weltmeister Italien nur zu einem 1:1 gegen Litauen kam, da Karčemarskas an diesem Tag überragend hielt. Bis 2013 absolvierte er insgesamt 66 Länderspiele für Litauen.

## Erfolge
Gaziantepspor:
- Spor-Toto-Pokal-Sieger: 2011/12

Individuelle Auszeichnungen:
- Litauens Fußballer des Jahres: 2011, 2012

## Sonstiges
Nach dem Ende seiner Fußballkarriere wandte Karčemarskas sich dem Poker zu und nimmt auch an Pokerturnieren teil. Im Oktober 2022 gewann er die Vilnius Open Championship, das größte Pokerturnier Litauens.